# Мемей
Мемей — опустевший посёлок в Тетюшском районе Татарстана. Входит в состав Большетарханского сельского поселения.

## География
Находится в юго-западной части Татарстана на расстоянии приблизительно 34 км на юго-юго-запад по прямой от районного центра города Тетюши в 2 км от Куйбышевского водохранилища.

## История
Основан в 1930-х годах. Превратился ныне в урочище.

## Население
Постоянных жителей насчитывалось в 1949 году — 184, в 1958 — 102, в 1970 — 70, в 1979 −39. Постоянное население составляло 1 человек (русской национальности) в 2002 году, 0 в 2010.